# 3-я Петровацкая лёгкая пехотная бригада
3-я Петровацкая лёгкая пехотная бригада (серб. Трећа петровачка лака пјешадијска бригада) — легкопехотная бригада Войска Республики Сербской, состоявшая во 2-м Краинском корпусе. В зону ответственности входила община Петровац, принадлежавшая Республике Сербской в дни Боснийской войны.

## История
Осенью 1991 года на территории Боснии и Герцеговины стали появляться Сербские автономные области. Одной из них стала Боснийская Краина, появившаяся летом—осенью 1991 года. Её целью было объединение боснийских территорий, на которых проживали сербы, и отделение от Боснии и Герцеговины.
В мае 1992 года в Босанском-Петроваце появилась 3-я Петровацкая лёгкая пехотная бригада в составе 2-го Краинского корпуса, в зону ответственности которой входили границы общины Петровац. Бойцы этой бригады участвовали в боевых действиях на территории всей Республики Сербской до конца войны.
Ежегодно в мае в Дриниче, административном центре общины Петровац, проводятся памятные мероприятия и организуются встречи ветеранов бригады.